# Borrowed Time (Lied)
Borrowed Time (englisch für „Geborgte Zeit“) ist ein Lied von John Lennon aus dem Jahr 1980, das von ihm geschrieben und in Kooperation mit Yoko Ono produziert wurde. Es erschien im Januar 1984 auf dem Album Milk and Honey und zwei Monate später als Single.

## Hintergrund

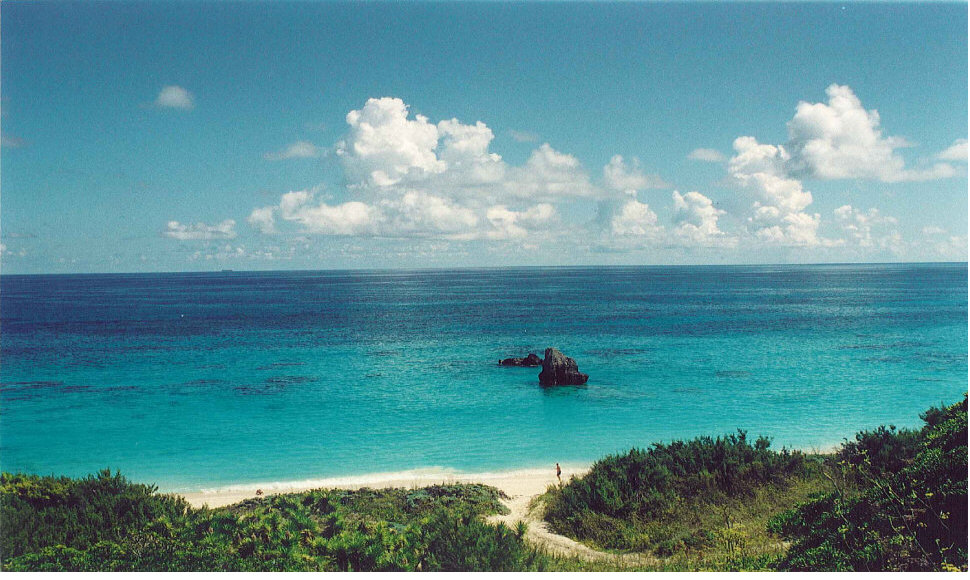
Küste von Bermuda, auf den Bermudas wurde Borrowed Time komponiert

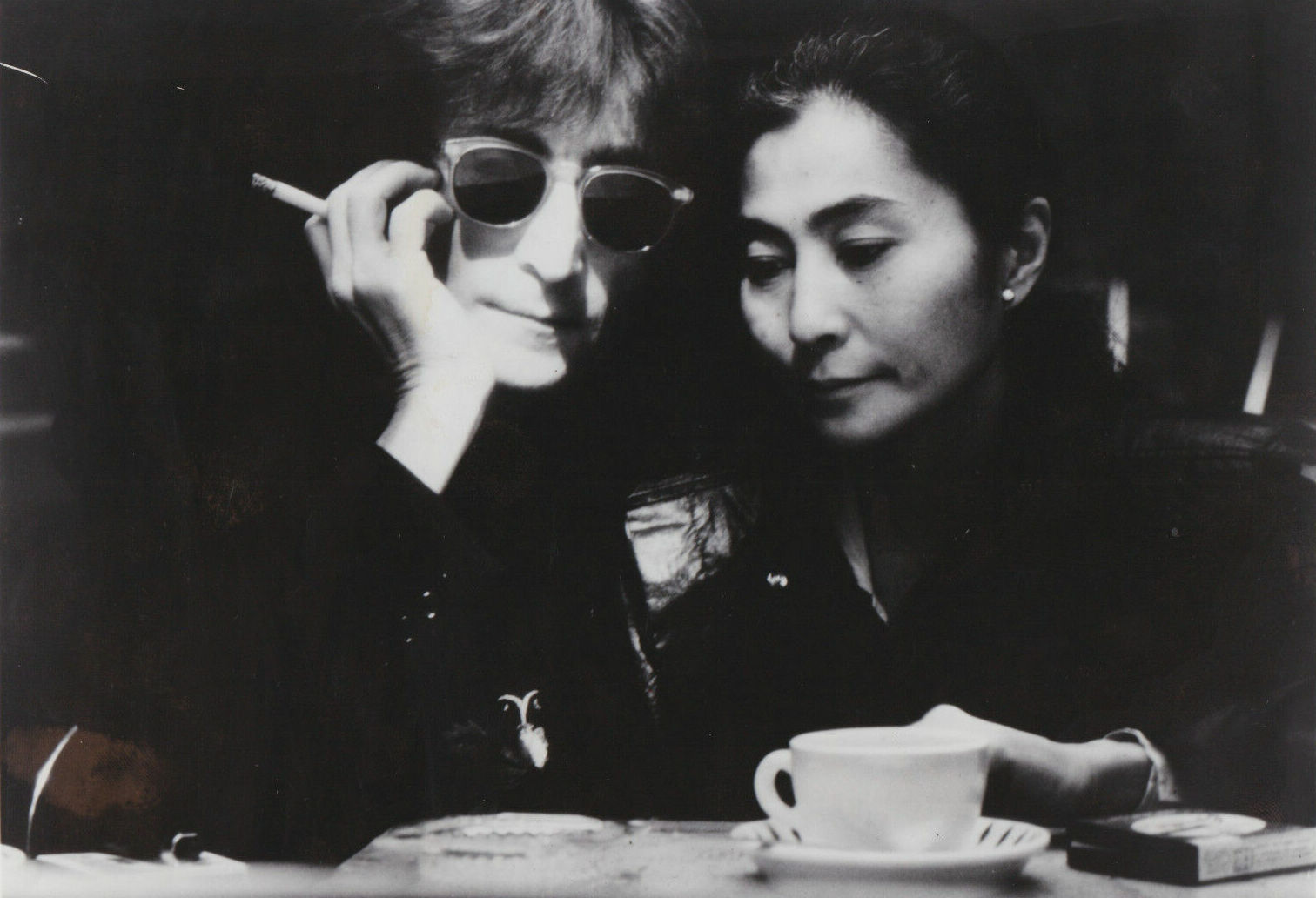
John Lennon und Yoko Ono, 1980

Borrowed Time wurde von dem Song Hallelujah Time von dem Bob Marley and The Wailers Album Burnin’ aus dem Jahr 1973 inspiriert, in dem die Textzeile: "We got to keep on living/Living on borrowed time" enthalten ist. Lennon hörte das Lied auf den Bermudas, und seine Erfahrungen an Bord der Segelyacht Megan Jaye, inspirierten ihn dazu, ein Lied zu schreiben. Auf der Fahrt von Newport Rhode Island nach Bermuda war Lennons Yacht in einen Sturm geraten, und da die Besatzung unter Seekrankheit oder Müdigkeit litt, war Lennon gezwungen, für mehrere Stunden die Aufgabe des Steuermanns zu übernehmen. Er empfand diese Erfahrung als belebend und sagte später, sie habe ihn dazu inspiriert, in die Öffentlichkeit zurückzukehren.
Lennon nahm zwei Demos von Borrowed Time auf den Bermudas auf, wobei er eine akustische Gitarre als Begleitung verwendete. Das zweite Demo, das am 22. Juni 1980 mit doppelspurigem Gesang aufgenommen wurde, wurde 1998 auf dem Boxset John Lennon Anthology veröffentlicht.
John Lennon verwendete für Borrowed Time einen Reggaerhythmus. Reggae und Ska hatten Lennons Musik bereits 1964 mit I Call Your Name beeinflusst. Es war der zweite Song, der während der Double-Fantasy-Sessions aufgenommen wurde. Lennon plante für Borrowed Time noch eine Bläserbegleitung, was aber nicht mehr realisiert wurde.
John Lennon singt in dem Lied von den Vorteilen des Älterwerdens, aber auch, dass er mit geborgter Zeit lebt und keinen Gedanken an „Morgen“ verschwendet. Der Text des Liedes hatte dann durch die Ermordung von John Lennon eine andere Bedeutung erlangt.

## Musikvideo
Ein Musikvideo zu Borrowed Time wurde 1984 veröffentlicht, das Lennon und Yoko Ono in Archivmaterial aus den späten 1960er Jahren und frühen 1970er Jahren zeigt.

## Aufnahme

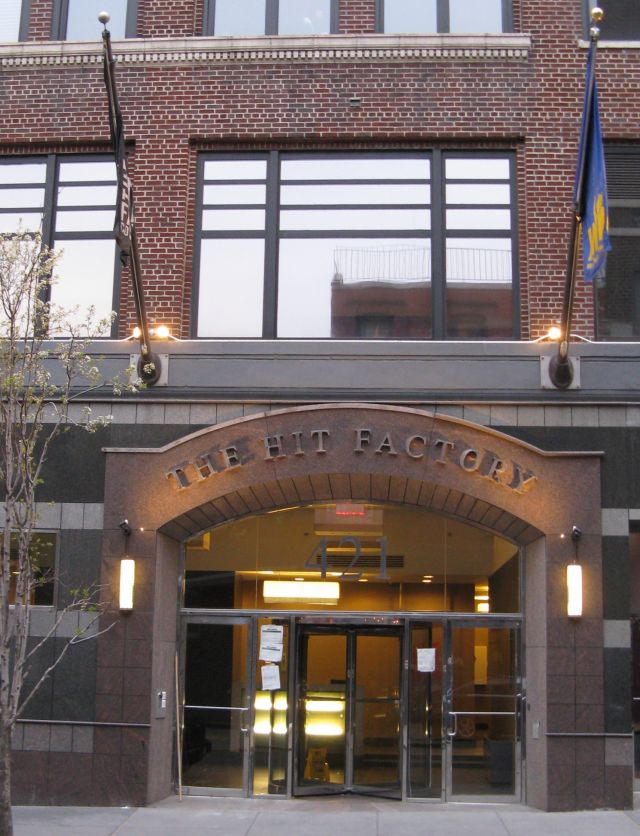
Aufnahmestudio The Hit Factory

Die Aufnahmesessions für Borrowed Time fanden am 6. August 1980, am ersten Tag der Double-Fantasy-Sessions, im Studio The Hit Factory in New York statt, wobei Jack Douglas, John Lennon und Yoko Ono als Produzenten fungierten. Lee DeCarlo, John Smith, James Ball, Tony Davillo und Julie Last waren die Toningenieure der Aufnahme. Von Borrowed Time wurden 1980 drei Takes aufgenommen.
Borrowed Time wurde nicht für das Album Double Fantasy verwendet und auch nicht fertiggestellt. Im Jahr 1983 nahm Yoko Ono die Arbeiten an dem Album Milk and Honey wieder auf. Die Abmischungen und weitere Bearbeitungen erfolgten in den A and R Studios und Sterling Sound Studios in New York sowie in den The Automatt Studios in San Francisco. Toningenieure waren Jon Smith, Michael Barbiero und Steve Thompson.
Obwohl der Musikproduzent Jack Douglas 1980 an der Produktion von Borrowed Time beteiligt war, wird er nicht als Koproduzent erwähnt. Ein Grund könnte gewesen sein, dass Yoko Ono und Jack Douglas seit Juli 1981 eine gerichtliche Auseinandersetzung über die Höhe der Produktionstantiemen für das Album Double Fantasy hatten.
Besetzung:
- John Lennon: Gesang, E-Gitarre
- Earl Slick: E-Gitarre
- Hugh McCracken: E-Gitarre
- Tony Levin: Bassgitarre
- George Small: Keyboard
- Andy Newmark: Schlagzeug
- Arthur Jenkins: Perkussion

## Veröffentlichung

### Singleveröffentlichungen
- Am 9. März 1984 wurde in Großbritannien als zweite Single Borrowed Time / Your Hands aus dem Album Milk and Honey ausgekoppelt. Die B-Seite ist ein Lied von Yoko Ono.[3] In Großbritannien erschien auch die 12″-Vinyl-Maxisingle: Borrowed Time / Your Hands / Never say Goodbye, wobei das Lied Never say Goodbye von dem Yoko Ono-Album It’s Alright (I See Rainbows)  stammt,[4] sowie auch als 7″-Vinyl-Single, die sich in einem zusammengefalteten Poster befindet.[5]
- In den USA erschien die Single am 14. Mai 1984 mit einem anderen Cover.[6] Die US-amerikanische Promotionsingle enthält auf der A-Seite eine gekürzte Version des Liedes, während die B-Seite die vollständige Version enthält.[7]

### Albumveröffentlichungen
- Am 23. Januar 1984 erschien das Album Milk and Honey auf dem sich Borrowed Time befindet.
- Auf der John Lennon Anthology erschien am 2. November 1998 ein Homedemo.
- Borrowed Time befindet sich auf folgenden John Lennon-Kompilationsalben: Lennon, Lennon Legend: The Very Best of John Lennon, Working Class Hero: The Definitive Lennon, Gimme Some Truth und Signature Box.

## Chartplatzierungen
Borrowed Time war das zweite ausgekoppelte Lied aus dem Album Milk and Honey und stieg am 11. März 1984 auf Rang 51 der britischen Singlecharts ein. Es platzierte sich sechs Wochen am Stück in den Top 100, letztmals am 15. April 1984 und erreichte seine Höchstplatzierung mit Rang 32 am 1. April 1984. In den Vereinigten Staaten erschien Borrowed Time als dritte Single, verfehlte jedoch die Billboard Hot 100.
| ChartsChartplatzierungen     | Höchstplatzierung | Wochen |
| ---------------------------- | ----------------- | ------ |
| Vereinigtes Königreich (OCC) | 32 (6 Wo.)        | 6      |

## Coverversionen
Es gibt vier Coverversionen von Borrowed Time.